# Kanturk
Kanturk (irisch Ceann Toirc; dt. „Haupt des Ebers“) ist eine Landstadt im County Cork im Südwesten der Republik Irland.

## Der Ort
Kanturk ist eine kleinere Marktstadt am Zusammenfluss der Flüsse Allow und Dallow im nordwestlichen Binnenland des Countys Cork. Die Stadt entwickelte sich im 17. Jahrhundert aus einer bestehenden Besiedlung. Nachdem sie lange konstant geblieben war, stieg die Einwohnerzahl zwischen 2002 und der Volkszählung 2022 von 1651 auf 2803 Personen. Partnerstadt von Kanturk ist Rostrenen in der Bretagne.

## Verkehrsanbindung
Kanturk liegt direkt nördlich der Nationalstraße N72 von Mallow nach Killarney; von Mallow ist es etwa 15 km, von Killarney 40 km entfernt. Über Regionalstraßen ist Kanturk u. a. mit Abbeyfeale an der N21 und mit Charleville an der N20 von Limerick City nach Cork City verbunden, wobei die Entfernung zu beiden Großstädten je etwa 50 km beträgt. An den Schienenverkehr in Irland ist Kanturk seit 1963 nicht mehr angeschlossen.

## Sehenswürdigkeiten

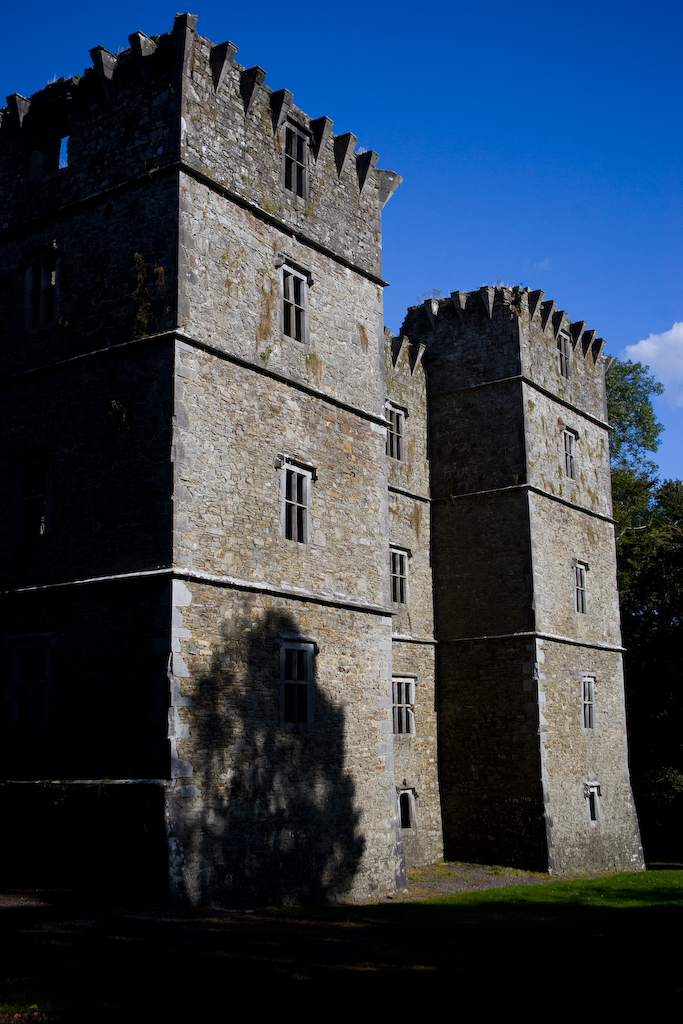
Kanturk Castle

Ein nennenswertes historisches Bauwerk nahe der Stadt ist Kanturk Castle, ein sogenanntes Festes Haus, erbaut um das Jahr 1601.

## Persönlichkeiten
- Hanna Sheehy-Skeffington (1877–1946), Suffragette und Menschenrechtsaktivistin
- Edel Mary Quinn (1907–1944), Mitglied der Legion Mariens
- Philip Burton (1908–1995), Politiker
- Paidi O’Brien (* 1984), Radrennfahrer